# Menarola
Menarola là một đô thị ở tỉnh Sondrio trong vùng Lombardia của Italia, có vị trí khoảng 90 km về phía bắc của Milano và khoảng 45 km về phía tây bắc của Sondrio, ở biên giới với Thụy Sĩ. Tại thời điểm ngày 31 tháng 12 năm 2004, đô thị này có dân số 40 người và diện tích là 14,8 km².
Menarola giáp các đô thị: Gordona, Lostallo (Thụy Sĩ), Mese, San Giacomo Filippo, Soazza (Thụy Sĩ).